# Miss Universe 2014
A Miss Universe 2014 a 63. versenye volt a Miss Universe nemzetközi szépségversenynek. 2014 őszén rendezték meg. A döntőn a venezuelai María Gabriela Isler átadta helyét az új győztesnek: Paulina Vegának.

### Végeredmény
| Helyezés           | Versenyző |
| ------------------ | --------- |
| Miss Universe 2014 |           |
| 2. helyezett       |           |
| 3. helyezett       |           |
| 4. helyezett       |           |
| 5. helyezett       |           |
| Top 10             |           |
| Top 16             |           |

## Versenyzők
A nemzetközi döntőre 75-85 résztvevőt várnak. A nemzeti versenyeket 2013 szeptember és 2014 szeptember között rendezik meg.
| Ország               | Versenyző                            | Cím                       | Életkor |
| -------------------- | ------------------------------------ | ------------------------- | ------- |
| Albánia              | Zhaneta Byberi                       | Miss Albánia              | xx      |
| Angola               | Zuleica Marilha Dos Santos Wilson    | Miss Angola               | xx      |
| Argentína            | Valentina Ferrer Pezza               | Miss Argentína            | xx      |
| Aruba                | Digene Zimmerman                     | Miss Aruba                | xx      |
| Brit Virgin-szigetek | Rosanna Chichester                   | Miss Brit Virgin-szigetek |         |
| Ciprus               | Elísa Georgíou                       | Miss Ciprus               | 19      |
| Dél-Korea            | Yoo Ye-bin                           | Miss Dél-Korea            | 21      |
| Franciaország        | Flora Coquerel                       | Miss Franciaország        | 19      |
| Gabon                | Maggaly Omrnellia Emmanuelle Nguema  | Miss Gabon                | 21      |
| Hollandia            | Yasmin Verheijden                    | Miss Hollandia            | 19      |
| Kolumbia             | Paulina Vega Dieppa                  | Miss Kolumbia             | 20      |
| Mauritius            | Pallavi Gungaram                     | Miss Mauritius            | 19      |
| Mexikó               | Josselyn Azzeneth Garciglia Bañuelos | Miss Mexikó               | 23      |
| Puerto Rico          | Gabriela Berríos Pagán               | Miss Puerto Rico          | 22      |
| Venezuela            | Migbelis Lynette Castellanos Romero  | Miss Venezuela            | 18      |